# Meal Cold Weather
Meal Cold Weather (MCW) — сухой паёк (индивидуальный рацион питания), принятый на снабжение ВС США. Предназначен для питания военнослужащих, действующих в условиях с пониженной температурой в отрыве от основных сил при проведении длительных операций с интенсивным передвижением. Основное блюдо рациона находится в замороженном виде. Потребителями MCW в основном являются силы специальных операций и морская пехота. Паёк упаковывается в белый пакет.

## Состав пайка
Основное блюдо рациона находится в замороженном виде. В состав пайка также входят: сыр, орехи, шоколад, масло, печенье, сахар, конфеты, кофе, высококалорийные напитки в эластичной упаковке, пластиковая ложка. Предусмотрены дополнительные напитки, восполняющие недостаток жидкости в условиях сухого питания. 
| Характеристика                               | MCW  |
| -------------------------------------------- | ---- |
| Энергетическая ценность пайка, ккал.         | 1540 |
| Белки                                        | 14   |
| Жиры                                         | 34   |
| Углеводы                                     | 52   |
| Количество меню, шт.                         | 12   |
| Потребление пайков в день, шт.               | 2-3  |
| Срок хранения при температуре 27 °C, лет     | 3    |
| Срок хранения при температуре 38 °C, месяцев | 6    |

## Особенности пайка
В составе пайка ограничено содержание натрия, что препятствует обезвоживанию организма в условиях низких температур. Для приготовления основного блюда требуется 0,5 л. воды, для напитков 0,4-0,75 л. Рацион не рекомендуется употреблять более 10 суток и желательно совмещать его с другим провиантом.